# Dendropanax amplifolius
Dendropanax amplifolius là một loài thực vật có hoa trong Họ Cuồng cuồng. Loài này được (I.M.Johnst.) Frodin mô tả khoa học đầu tiên năm 2003 publ. 2004.